# Epitaph für Samuel Friedrich Ramßler

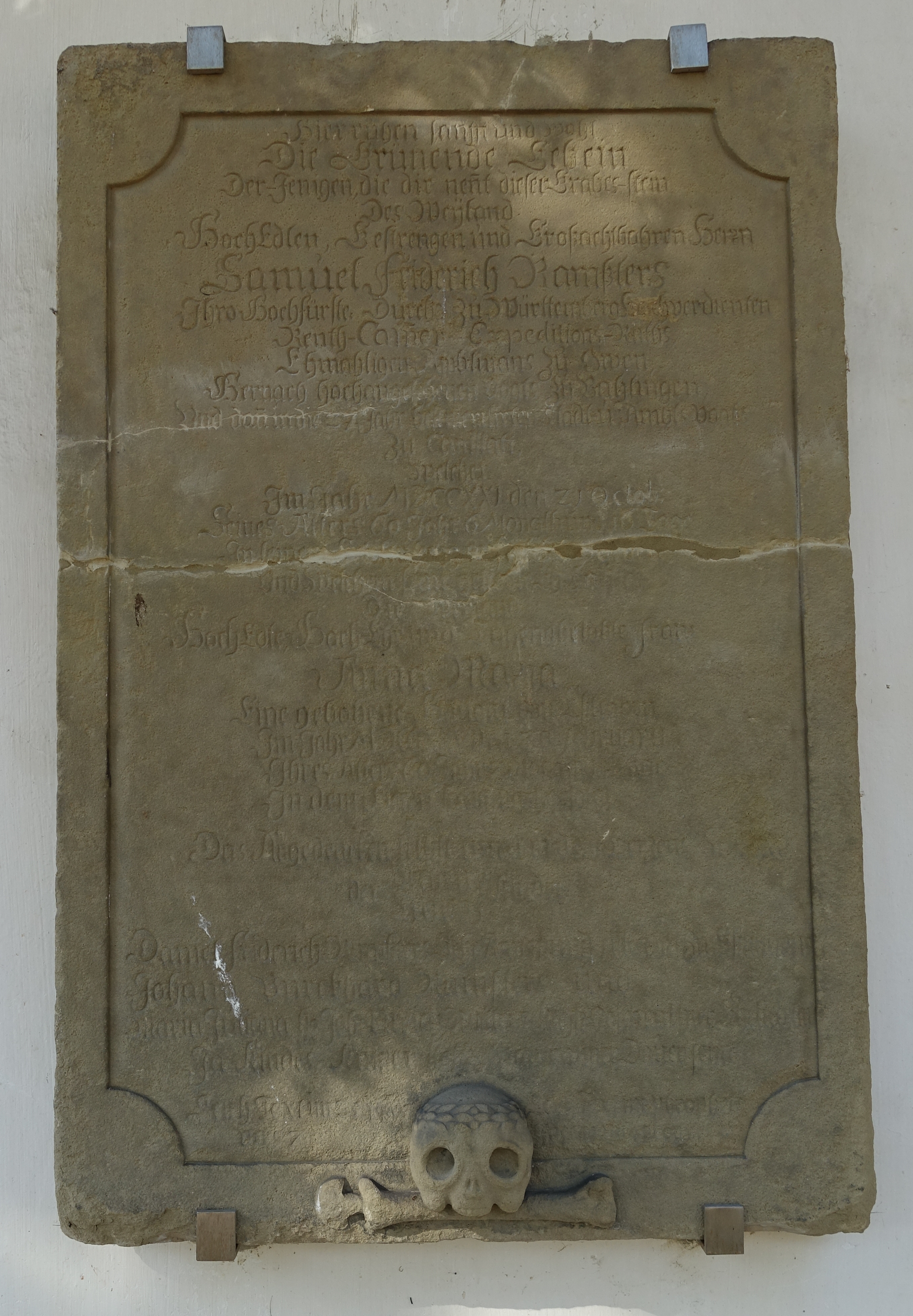
Epitaph für Samuel Friedrich Ramßler

Das Epitaph für Samuel Friedrich Ramßler ist eines von 14 Epitaphen der Uffkirche an der Uffkirche in Stuttgart-Bad Cannstatt. Das Außenepitaph ist dem Cannstatter Vogt Samuel Friedrich Ramßler (1661–1721) gewidmet. Das einfache Epitaph besteht aus einer Inschriftentafel mit dem Relief eines Totenschädels.

## Beschreibung
Das Wandepitaph ist an der Südwand der Kirche angebracht. Es ist eine einfache Steintafel mit der Gedenkinschrift für den Cannstatter Vogt Samuel Friedrich Ramßler, die von einem Rechteck eingerahmt und am unteren Ende durch ein Relief abgeschlossen wird. Das Relief besteht aus einem lorbeerbekränzten Totenschädel ohne Unterkiefer, der auf einem dicken Knochenschlegel ruht.

## Inschrift
- Gedenkinschrift für den Cannstatter Vogt Samuel Friedrich Ramßler (1661–1721), seine Frau Anna Maria und seine Söhne Daniel Friedrich Ramßler und Johann Burkhard Ramßler:

| Hier ruhen sanfft und wohl Die Grünende Gebein Der-Jenigen, die dir nennt dieser Grabes-stein Des Weyland Hochedlen, Gestrengen und Großachtbahren Herrn Samuel Friderich Ramßlers Ihro Hochfürst[lich]e Durchl[aucht] zu Württemberg Hochverdienten Rent-Cammer Expeditions-Raths Ehmaligen D[…]mans zu Owen Hernach Hochangesehener Vogt zu Bahlingen Und dann in d[em 27?] Jahr […]stadt- u. Ambt Vogt zu Cantstadt welcher Im Jahr MDCCXXI den 21. Octob. Seines Alters 60 Jahr 6 Monath und 16 Tage In seine […] Und S[…] Die Hochedle, Herrn[…] tugend[…] Frau Anna Maria, eine gebohrene […] von […], Im Jahr […] Ihres Alters [60?] Jahr […] In dem Angedenken […] Daniel Friderich Ramsler […], Johann Burckhard Ramsler und Maria Juliana […] Kinder […] |